# Deutsche Telekom
Deutsche Telekom AG (též zkratkou DT) je německá telekomunikační společnost s celosvětovou působností. Sídlo má v německém Bonnu. Byla založena v roce 1995 v Bonnu. Dnes působí ve 36 zemích světa a je největším poskytovatelem telekomunikačních služeb v Evropě. Zaměstnává přes 216 tisíc zaměstnanců.
Předsedou představenstva je Timotheus Höttges.

## Historie
Předchůdcem DT byla Deutsche Bundespost, která se v roce 1989 rozdělila na 3 subjekty a jedním z nich byla právě Deutsche Bundespost Telekom. V roce 1995 se společnost přejmenovala na Deutsche Telekom AG a roku 1996 byla privatizována. Až do počátku 21. století byla firma prakticky jediným poskytovatelem tehdejší telekomunikace v Německu. Dne 6. prosince 2001 se firma stala sponzorem a partnerem Mistrovství světa ve fotbale 2006. Dnes je jednou z největších telekomunikačních společností na světě.

Rozšíření působnosti Deutsche Telekom

## Rozšíření společnosti
| Země                   | Dceřiné a přidružené společnosti                                         | Podíl držený DT [%] |
| ---------------------- | ------------------------------------------------------------------------ | ------------------- |
| Albánie                | Telekom Albania                                                          | 99,79               |
| Argentina              | T-Systems Argentina S.A.                                                 | 100,00              |
| Belgie                 | T-Systems Belgium NV                                                     | 100,00              |
| Brazílie               | T-Systems do Brasil Ltda.                                                | 100,00              |
| Bulharsko              | Novatel EOOD                                                             | 100,00              |
| Černá Hora             | Crnogorski Telekom A.D.                                                  | 76,53               |
| Česko                  | T-Mobile Czech Republic, a.s.                                            | 100,00              |
| Čína                   | T-Systems P.R. China Ltd.                                                | 100,00              |
| Dánsko                 | T-Systems Nordic TC A/S                                                  | 100,00              |
| Finsko                 | TSI Finnland                                                             | 100,00              |
| Francie                | T-Systems France SAS                                                     | 100,00              |
| Chorvatsko             | Hrvatski Telekom d.-d                                                    | 51,00               |
| Indie                  | T-Systems Information and Communication Technology India Private Limited | 100,00              |
| JAR                    | T-Systems South Africa (Pty) Limited                                     | 70,00               |
| Kanada                 | T-Systems Canada, Inc.                                                   | 100,00              |
| Lucembursko            | T-Systems Luxembourg S.A.                                                | 100,00              |
| Maďarsko               | Magyar Telekom Nyrt.                                                     | 59,30               |
| Maďarsko               | IT Services Hungary Szolgáltató Kft.                                     | 100,00              |
| Malajsie               | T-Systems Malaysia Sdn. Bhd.                                             | 100,00              |
| Mexiko                 | T-Systems Mexico S.A. de C.V.                                            | 100,00              |
| Německo                | Deutsche Telekom AG / Group Headquarters                                 | 100,00              |
| Německo                | Telekom Deutschland GmbH                                                 | 100,00              |
| Německo                | T-Systems International GmbH                                             | 100,00              |
| Nizozemsko             | T-Mobile Netherlands B.V.                                                | 100,00              |
| Nizozemsko             | T-Systems Nederland B.V.                                                 | 100,00              |
| Polsko                 | T-Mobile Polska S.A.                                                     | 100,00              |
| Polsko                 | T-Systems Polska Sp.z o.o.                                               | 100,00              |
| Rakousko               | T-Mobile Austria GmbH                                                    | 100,00              |
| Rakousko               | Software Daten Service Gesellschaft m.b.H.                               | 100,00              |
| Rakousko               | T-Systems Austria GesmbH                                                 | 100,00              |
| Rumunsko               | Combridge S.R.L.                                                         | 100,00              |
| Rumunsko               | CosmOTE Romanian                                                         | 70,00               |
| Rumunsko               | Telekom Romania Communications S.A.                                      | 54,01               |
| Rumunsko               | T-Systems ICT Romania S.R.L.                                             | 100,00              |
| Rumunsko               | GTS Telecom Slr                                                          | 100,00              |
| Rusko                  | T-Systems CIS                                                            | 100,00              |
| Řecko                  | OTE (Hellenic Telecommunications Organization S.A.)                      | 40,00               |
| Řecko                  | Cosmote (Cosmote Mobile Telecommunications S.A.)                         | 100,00              |
| Řecko                  | T-Systems Information and Communication Technology E.P.E                 | 100,00              |
| Severní Makedonie      | Makedonski Telekom AD                                                    | 51,00               |
| Singapur               | T-Systems Singapore Pte. Ltd.                                            | 100,00              |
| Slovensko              | Slovak Telekom, a.s.                                                     | 100,00              |
| Slovensko              | T-Systems Slovakia s.r.o.                                                | 100,00              |
| Spojené království     | Deutsche Telekom (UK) Ltd                                                | 100,00              |
| Spojené království     | T-Systems Limited                                                        | 100,00              |
| Spojené státy americké | T-Mobile US, Inc.                                                        | 64,78               |
| Spojené státy americké | T-Systems North America, Inc.                                            | 100,00              |
| Španělsko              | T-Systems ITC Iberia, S.A.                                               | 100,00              |
| Švédsko                | T-Systems Nordic TC A/S                                                  | 100,00              |
| Švýcarsko              | T-Systems Schweiz AG                                                     | 100,00              |
| Turecko                | T-Systems Telekomünikasyon Limited Sirketi                               | 100,00              |
| Ukrajina               | Novatel Ukraine LLC.                                                     |                     |